# Dopamine (chanson)
Pour les articles homonymes, voir Dopamine.
Singles par Purple Disco Machine
Playbox
(2021)
Clip vidéo
[vidéo] « Dopamine », sur YouTube
Dopamine est une chanson du disc jockey allemand Purple Disco Machine avec la participation de la chanteuse néerlandaise Eyelar. Elle est sortie le 27 août 2021 sous le label Columbia Records en tant que cinquième single du deuxième album studio de Purple Disco Machine, Exotica.

## Composition
Dopamine est une chanson au « style disco des années 80 ». Elle est composée en si mineur avec un tempo de 118 battements par minute.

## Promotion
Le clip de Dopamine est sorti le 10 septembre 2021 et réalisé par James Fitzgerald. Il présente Purple Disco Machine en tant que scientifique excentrique qui « fait appel à son acolyte calfifonien des années 80 à la moustache élégante pour sauver Eyelar de 2021 avec sa Chevrolet Camaro voyageant dans le temps ». 

## Crédits
Crédits provenant d'AllMusic.
- Purple Disco Machine (Tino Schmidt) – artiste principal, producteur , arrangeur d'enregistrement, basse, claviers, synthétiseur, compositeur
- Edvard Førre Erfjord - compositeur
- Eyelar Mirzazadeh - artiste principal, chant, compositeur
- Matt Johnson – claviers, synthétiseur
- Monte – préparation musicale informatique, voix informatique, mixage, voix
- Alexander Pavelich - compositeur, chant (fond)
- John Summit - ingénieur remix
- Chi Thanh – guitare
- Jenson Vaughan - compositeur
- Drew Michael – batterie

## Classements hebdomadaires
| Classement (2021)                       | Meilleure position |
| --------------------------------------- | ------------------ |
| Allemagne (GfK Entertainment)           | 34                 |
| Autriche (Ö3 Austria Top 40)            | 65                 |
| Belgique (Flandre Ultratop 50 Singles)  | 19                 |
| Belgique (Wallonie Ultratop 50 Singles) | 12                 |
| CEI (Tophit)                            | 133                |
| Italie (Dance & Electronic)             | 7                  |
| Pays-Bas (Nederlandse Top 40)           | 25                 |
| Pays-Bas (Single Top 100)               | 53                 |
| Pologne (ZPAV)                          | 5                  |
| Slovaquie (IFPI Rádio)                  | 18                 |